# Nipponomicrura uchidai
Nipponomicrura uchidai är en djurart som tillhör fylumet slemmaskar, och som först beskrevs av Yuichi Yamaoka 1940.  Nipponomicrura uchidai ingår i släktet Nipponomicrura och familjen Lineidae. Inga underarter finns listade i Catalogue of Life.